# Лёвин, Владислав Олегович
Владислав Олегович Лёвин (род. 28 марта 1995, Орёл) — российский футболист, полузащитник.

## Биография
Сын футболиста Олега Лёвина и легкоатлетки Татьяны Лёвиной.
Воспитанник московских футбольных клубов «Торпедо» и «Динамо». Дебютировал в составе «Динамо» 29 августа 2015 года в матче 7-го тура чемпионата России против «Уфы», выйдя на замену вместо Юрия Жиркова.
30 января 2017 года подписал 3,5-летний контракт с чешским клубом «Млада-Болеслав». За календарный год сыграл в высшем дивизионе Чехии 12 матчей и забил один гол — 12 мая 2017 года в матче с «Викторией Пльзень» (3:3).
В начале 2018 года стал игроком чешского клуба «Высочина». В январе 2019 года перешёл в клуб «Богемианс 1905». После ухода из клуба выступал сначала за «Словацко», а позднее за тульский «Арсенал».
29 июня 2024 года перешёл в «Сочи», провёл за «Сочи» 6 матчей и вскоре вернулся в тульскую команду.
Летом 2025 года покинул «Арсенал» и перешёл в медиафутбольный клуб 2DROTS.

## Достижения
«Динамо» (Москва)
- Победитель молодёжного первенства: 2013/14, 2014/15

«Словацко»
- Обладатель Кубка Чехии: 2021/22